# Kraftwerk Mumsdorf

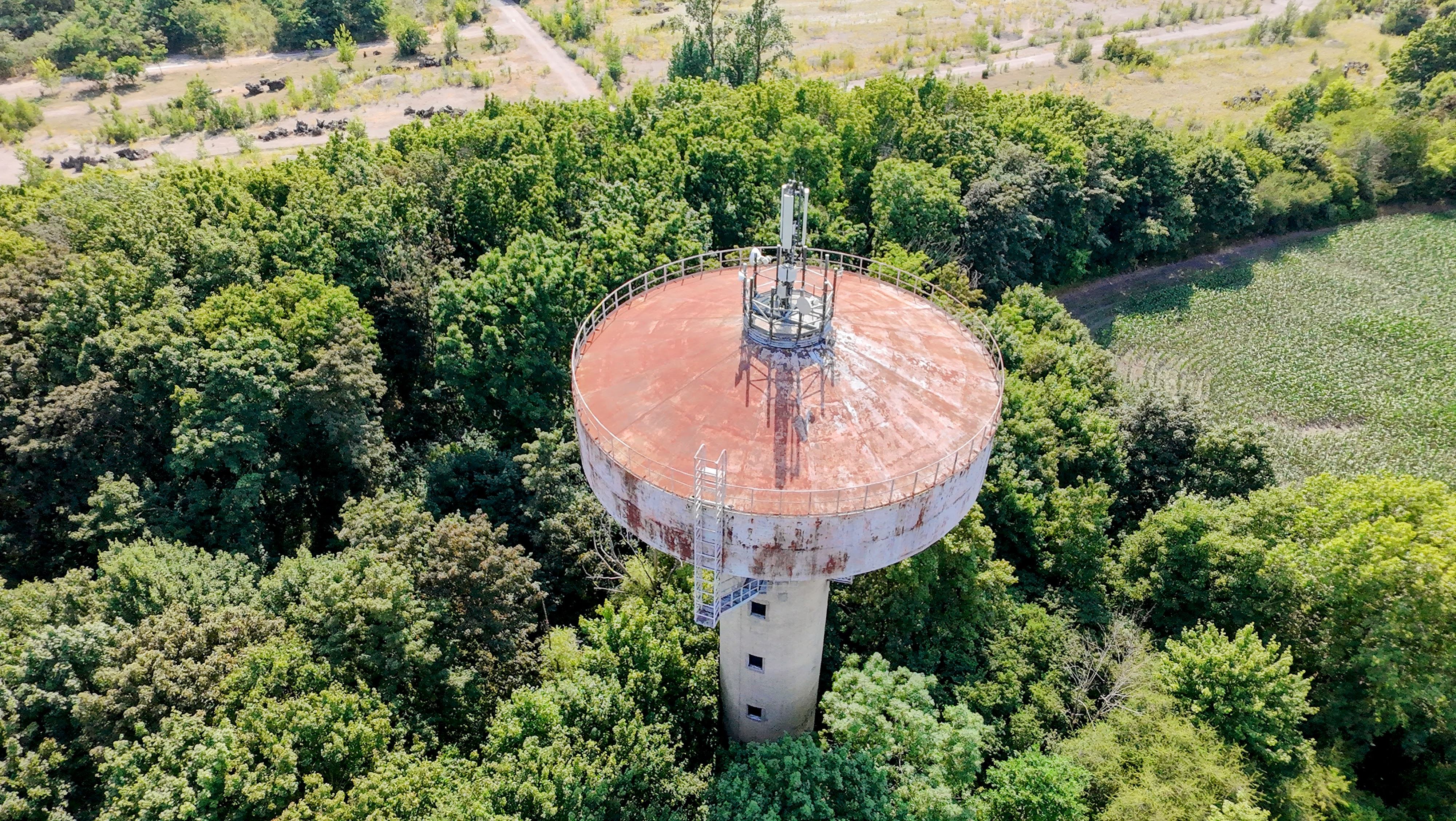
Der alte Wasserturm „Phönix Tower“

Das Braunkohlekraftwerk Mumsdorf (besser bekannt als Kraftwerk Mumsdorf) war ein Braunkohlekraftwerk in Staschwitz in der Elsteraue (Sachsen-Anhalt). Benannt war es nach dem Meuselwitzer Stadtteil Mumsdorf, welcher zwar direkt an das Betriebsgelände grenzt, territorial jedoch zu Thüringen gehört. Es verbrannte die aus dem Tagebau Profen geförderte Braunkohle und war bis 2013 in Betrieb. Betreiber war die MIBRAG.

## Lage

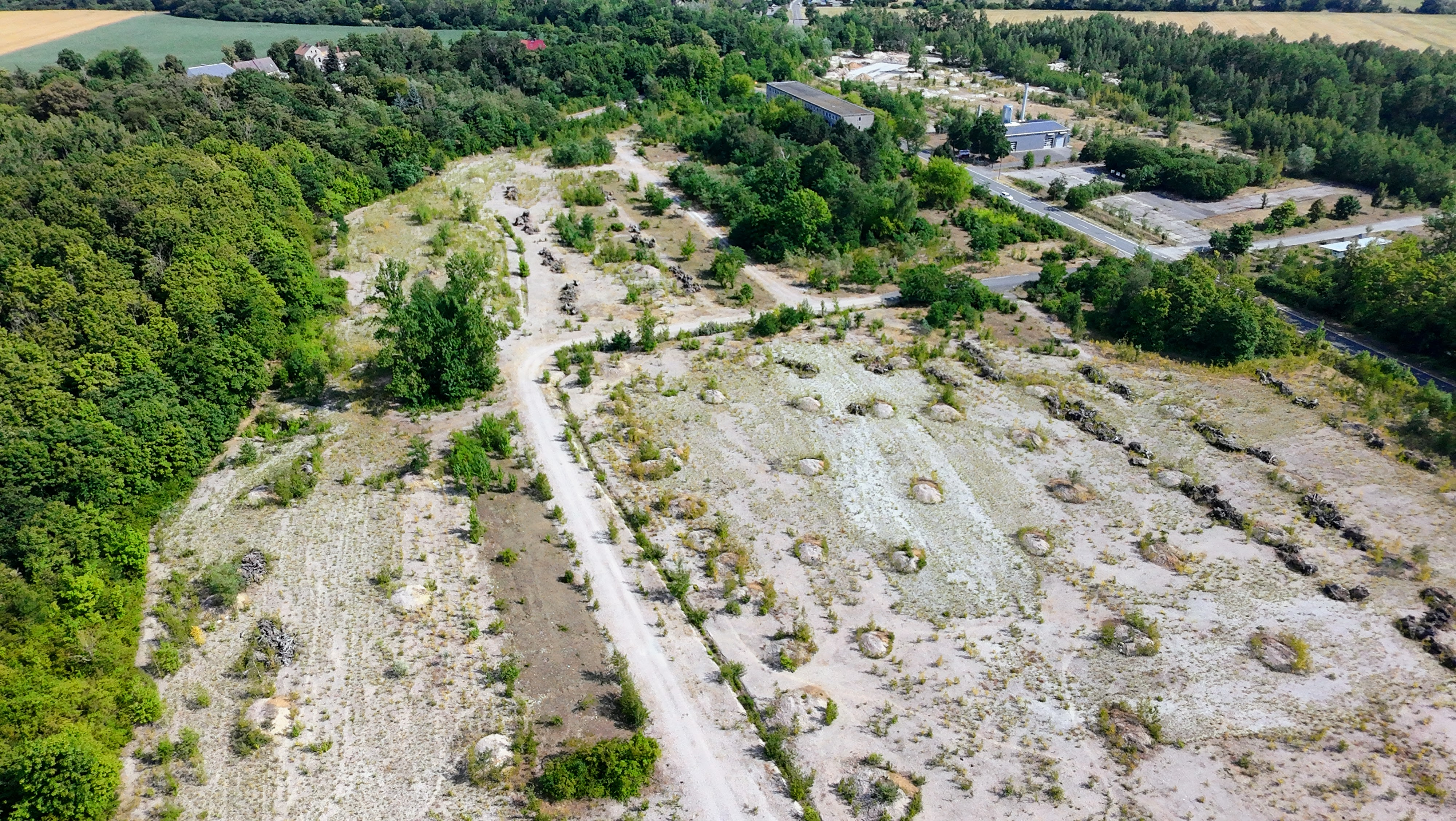
Ehemaliges Werksgelände, im Hintergrund noch erkennbar ist das Wohngebäude für Werksarbeiter

Das Kraftwerk lag zwischen Mumsdorf und Staschwitz an der Landesgrenze zwischen Sachsen-Anhalt und Thüringen. Die Tagebaurestlöcher Staschwitz, Rusendorf, Prößdorf, Falkenhain und Zipsendorf befinden sich alle in unmittelbarer Umgebung. Sie gehörten alle zum Tagebau Phönix im Meuselwitz-Altenburger Braunkohlerevier. Der Phönix-Tower Mumsdorf steht nordöstlich vom ehemaligen Betriebsgelände und existiert bis heute. Das in der Umgebung gelegene ehemalige Glaswerk Maltitz war mit einer Fernwärmeleitung direkt an das Kraftwerk angeschlossen. Ebenfalls mit Fernwärme versorgt wurden alle umliegenden Orte, wie zum Beispiel die Stadt Lucka. Das notwendige Rohwasser wurde aus der Entwässerung des Tagebaus Vereinigtes Schleenhain sowie dem Abbaufeld des Tagebaus Groitzscher Dreieck, aus dem der Groitzscher See entstand, gefördert.

## Geschichte

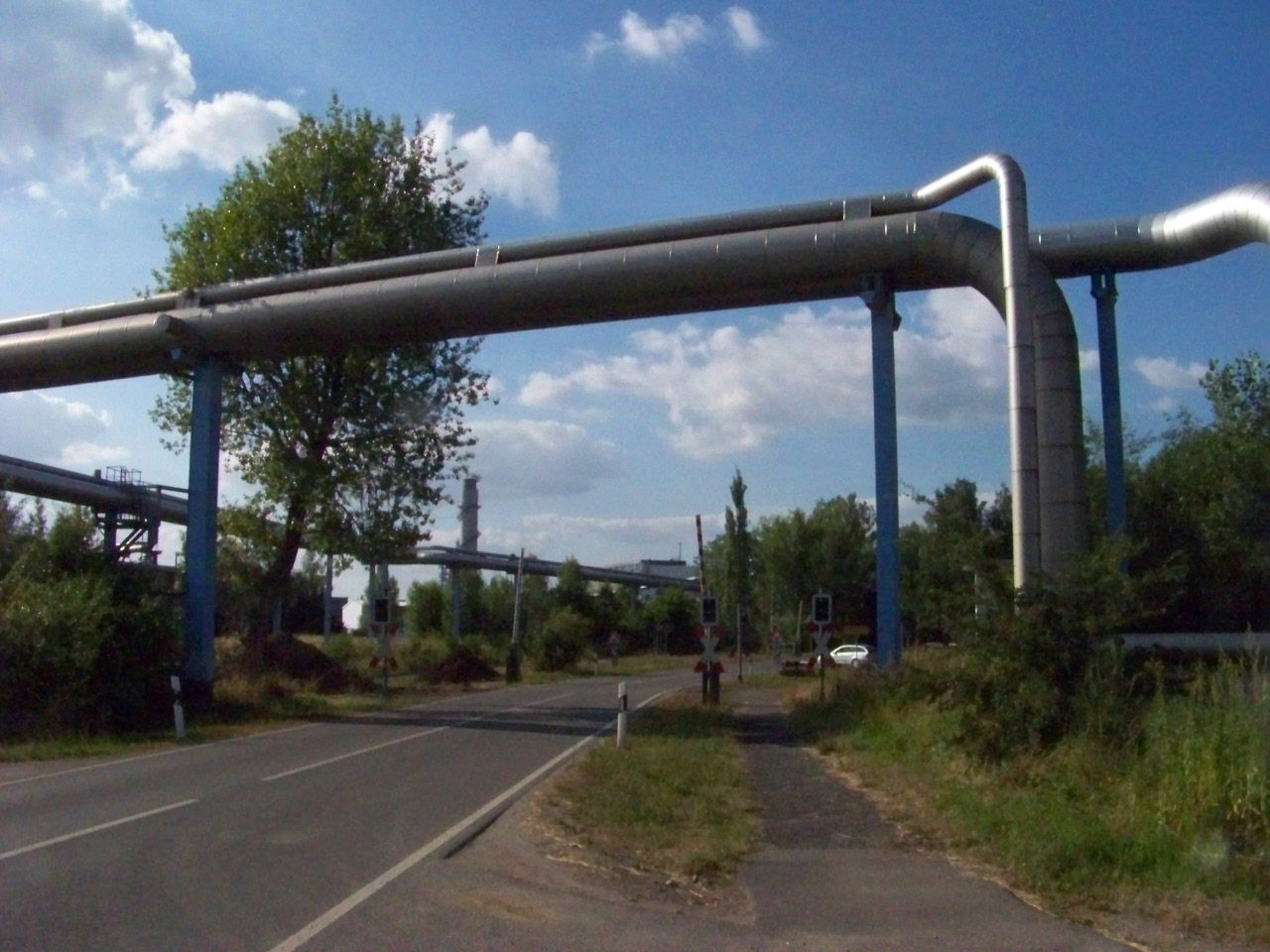
Ehem. Leitungen des Kraftwerkes über der anliegenden Landstraße

Das Kraftwerk wurde zwischen 1964 und 1968 gebaut, um die bisherigen Dampfmaschinen der Brikettfabriken Phönix und Zipsendorf III zu ersetzen. Zwischen 1991 und 2002 fand ein umfangreiches Modernisierungsprogramm statt. Das Kraftwerk wurde im Sommer 2013 stillgelegt und 2016 abgerissen. Zuletzt waren im Betrieb rund 100 Mitarbeiter angestellt. Das frühere Gelände wurde Teil des Naturschutzgebiets Phönix-Nord.